# Caleb Curtis
Caleb Wheeler Curtis (* 28. Dezember 1985 in Ann Arbor) ist ein US-amerikanischer Jazzmusiker (Altsaxophon, auch Tenor- und Sopransaxophon, Komposition) des Postbop.

## Leben und Wirken
Curtis erwarb den Bachelor of Music an der Michigan State University, anschließend den Master in Musik an der William Paterson University. Er arbeitet seit den 2010er-Jahren vorwiegend in der New Yorker Jazzszene; erste Aufnahmen entstanden 2011 mit der Formation Manner Effect (Abundance). In den folgenden Jahren spielte er u. a. in der Band Walking Distance (gleichnamiges Album bei Sunnyside Records), für die er auch komponierte. Außerdem spielte er bei Orrin Evans & The Captain Black Big Band (Album bei Smoke Sessions Records) und mit Josh Lawrence.
Sein Album Brothers (produziert von Orrin Evans; mit Josh Lawrence, Eric Revis, Luques Curtis, Mark Whitfield Jr. und Seamus Blake) erhielt positive Rezensionen in Zeitschriften und Websites wie All About Jazz, Jazzwise und in The New York Times. Des Weiteren arbeitete er mit dem Josh Levinson Sextet (Depend On Me) Lafayette Harris, Jr. (Hangin' with the Big Boys). Ember ist ein gemeinsames Trio, das Curtis mit dem Bassisten Noah Garabedian und dem Schlagzeuger Vinnie Sperrazza  gegründet hatte; ihr Debütalbum von 2018, New Year, wurde noch unter ihren drei Namen veröffentlicht. Auf ihrem zweiten Album No One Is Any One (Sunnyside, 2021) ist Pianist Orrin Evans bei vier Tracks beteiligt.
Tom Lord verzeichnet zwischen 2011 und 2019 an zwölf Aufnahmesessions.

## Diskographische Hinweise
- Walking Distance: Neighborhood (Ropeadope Records, 2015)
- Walking Distance feat. Jason Moran: Freebird (Sunnyside, 2017), mit Kenny Pexton, Adam Cote, Shawn Baltzor, Ben Rubin
- Caleb Wheeler Curtis & Laurent Nicoud: Substrate (2022)
- Heatmap (2022), mit Orrin Evans, Eric Revis, Gerald Cleaver
- Ember: August in March (Imani Records, 2023), mit Noah Garabedian, Vinnie Sperrazza